# Henk Duut
Henk Duut (Rotterdam, 14 gennaio 1964) è un ex calciatore e allenatore di calcio olandese, di ruolo difensore.

## Palmarès

### Club

#### Competizioni nazionali
- Campionato olandese: 1

Feyenoord: 1983-1984
- Coppa dei Paesi Bassi: 1

Feyenoord: 1983-1984